# Ézy-sur-Eure
Ézy-sur-Eure là một xã thuộc tỉnh Eure trong vùng Normandie miền bắc nước Pháp.

### Huy hiệu
| Arms of Ézy-sur-Eure | The arms of Ézy-sur-Eure are blazoned: Argent, a lion sable armed and langued gules. |